# Museo del Tango La Cumparsita

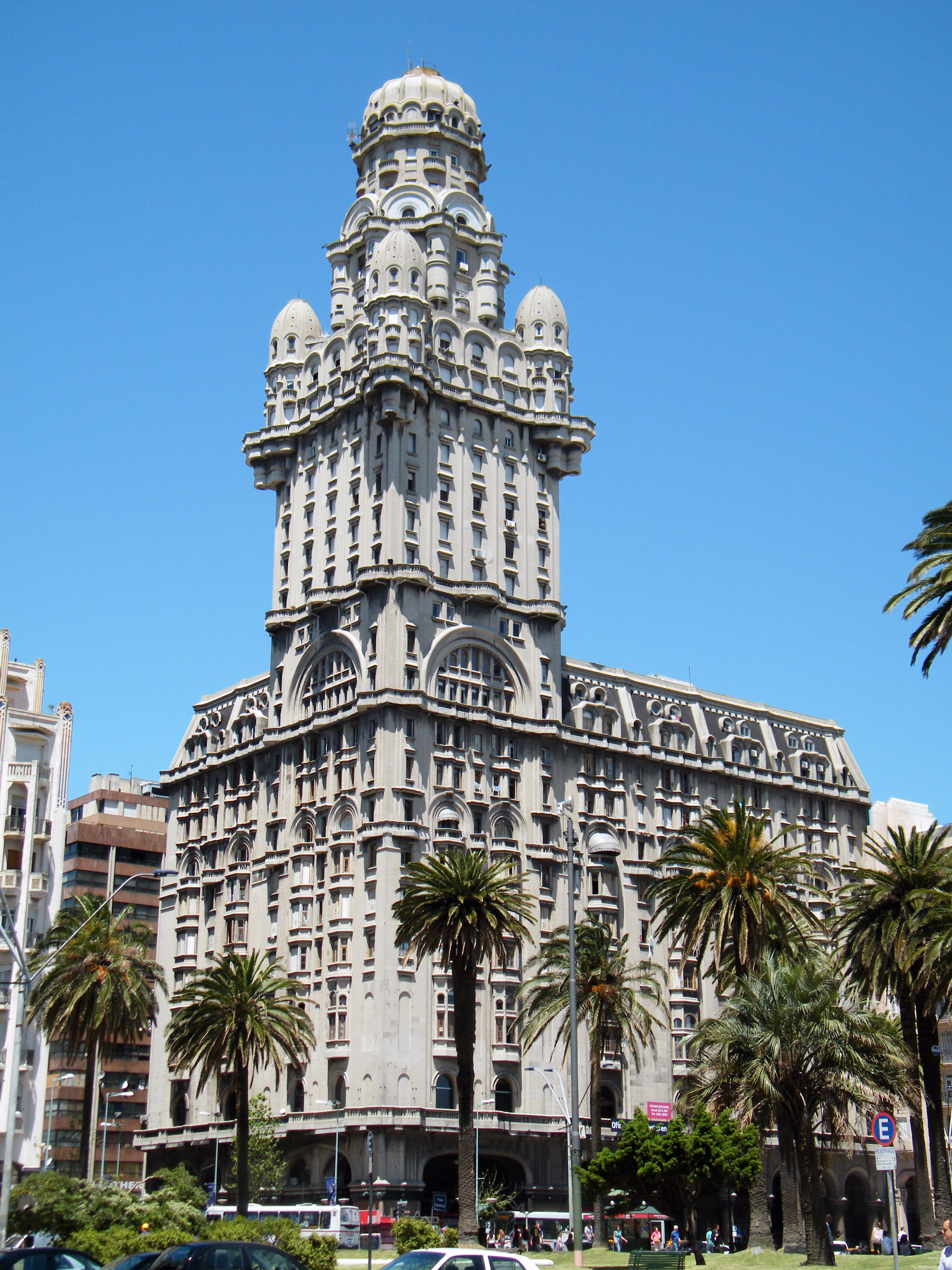
Museo del Tango La Cumparsita en el Palacio Salvo, Montevideo, Uruguay.

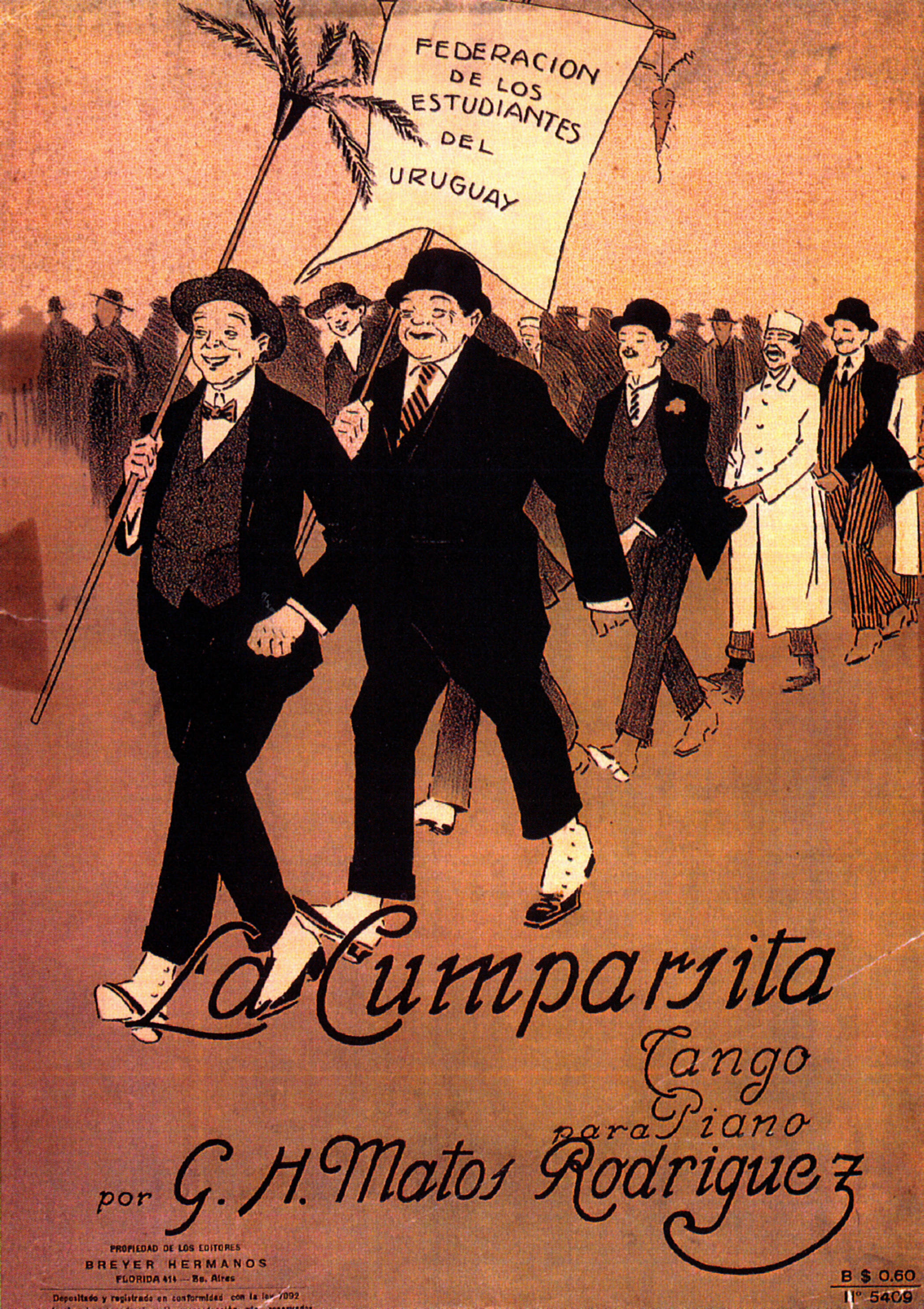
Tango La Cumparsita

El Museo del Tango La cumparsita es un museo de Uruguay dedicado a este Patrimonio Cultural Intangible.
Situado en la planta principal del Palacio Salvo, frente a la Plaza Independencia de Montevideo, Uruguay, el Museo del Tango es el lugar donde en 1917 se tocó por primera vez el tango más famoso de todos los tiempos, La Cumparsita. 
En este museo del Tango, se encuentra una colección única de objetos originales de los orígenes del tango. Este museo  cuenta de primera mano la historia de este género musical.
En 2017 la CNN realizó un extenso documental sobre la historia del Tango y de su pieza más famosa, La Cumparsita. Dicho documental tuvo lugar en el Museo del Tango de Montevideo, y tuvo repercusión mundial, mostrando cómo Uruguay fue protagonista de los orígenes del Tango.
El Poder Legislativo de Uruguay declaró en 1997 a La Cumparsita como “Himno Cultural y Popular del País”.

La Organización de las Naciones Unidas para la Educación, la Ciencia y la Cultura reconoció en 2009 al tango como Patrimonio Cultural Intangible de la Humanidad.